# アルベール3世 (ナミュール伯)
アルベール3世（フランス語：Albert III, 1027年ごろ - 1102年6月22日）は、11世紀のナミュール伯（在位：1063年 - 1102年）である。ナミュール伯アルベール2世とレゲリンド・ド・ヴェルダンの息子。
アルベールは正式にはロレーヌ公として任命されたわけではなかったが、ドイツ王の息子コンラートが下ロレーヌ公に任命されていたものの、実質上はアルベール3世が下ロレーヌ公、または副公爵としてロレーヌ地域で重要な役割を果たしていたとみられている。しかしゴドフロワ・ド・ブイヨンがロレーヌ公に任命されたことを受けて、アルベールはこの爵位を喪失した。

## 生涯
1071年から1072年にかけて、ロベール1世と対立するエノー・フランドル女伯リシルドを支援し、リシルドと共にロベール1世と戦争を繰り広げた。しかしリシルドはロベールに敗れ、フランドル伯領はロベール1世の手に渡った。
1076年、トスカーナ女伯マティルデの支援を受けたアルベールは、母方の血縁によりブイヨン公領の継承権を主張し、対立するゴドフロワ・ド・ブイヨンと争った。そして1085年9月20日、ダレムでゴドフロワ派と戦闘を行った際にアルベールはライン宮中伯ヘルマン2世を殺害し、これを機にドイツ皇帝からの支持を失ってしまった。この結果、1086年に神の休戦を経て、リエージュ司教アンリ・ド・ヴェルダンの仲裁のもと、ゴドフロワに有利な条件で両者は休戦した。
1099年、リエージュ司教オトベールからブルネンゲルス地方を受け取りしばらくの間統治した。しかしこの地域はルーヴェン伯との係争地であり、ナミュール家による統治は長くは続かなかった。

## 結婚と子女
アルベールは1065年に下ロレーヌ公フリードリヒの未亡人でザクセン公ベルンハルト2世の娘であるイダと結婚した。彼らの間には5人の子女が誕生した。
- ジョフロワ1世（1068年 - 1139年） - ナミュール伯
- アンリ（1070年 - 1138年） - ラ・ロッシュ伯
- フレデリック（英語版）（1121年没） - リエージュ司教
- アルベール（1122年没） - ヤッファ伯
- アデライード（1068年 - 1124年） - シニー伯（英語版）オトン2世（英語版）と結婚

## 文献
- Biographie Nationale. Brussels: Académie Royale de Belgique. (1866). pp. 198–199
- Margue, Michel (1994), “Albert III”, Nouvelle Biographie Nationale de Belgique, 3, pp. 14-19
- Gislebertus (of Mons) (2005). Chronicle of Hainaut. The Boydell Press